# Hassan Al-Tambakti
Hassan Mohammed Al-Tambakti (en arabe : حسان محمد تمبكتي), né le 9 février 1999 à Riyad, est un footballeur international saoudien qui évolue au poste de défenseur central au Al-Hilal FC.

## Biographie

### Carrière en club
Né à Riyad en Arabie saoudite, Hassan Al-Tambakti est formé par le Al-Shabab Riyad, où il commence sa carrière professionnelle. Il joue son premier match avec l'équipe première du club le 2 janvier 2019.
Il est transféré au Al-Hilal FC en août 2023 pour un contrat de quatre ans.

### Carrière en sélection
En 2019, Hassan Al-Tambakti est convoqué pour la première fois avec l'équipe nationale d'Arabie saoudite. Il honore sa première sélection le 10 août 2019, lors d'une défaite 3-0 en coupe d'Asie contre la Jordanie.